# Veľká Hradná
Veľká Hradná (ungarisch Nagyradna – bis 1907 Nagygradna) ist eine Gemeinde im Nordwesten der Slowakei mit 772 Einwohnern (Stand 31. Dezember 2024) und gehört zum Okres Trenčín, einem Teil des Trenčiansky kraj.

## Geographie

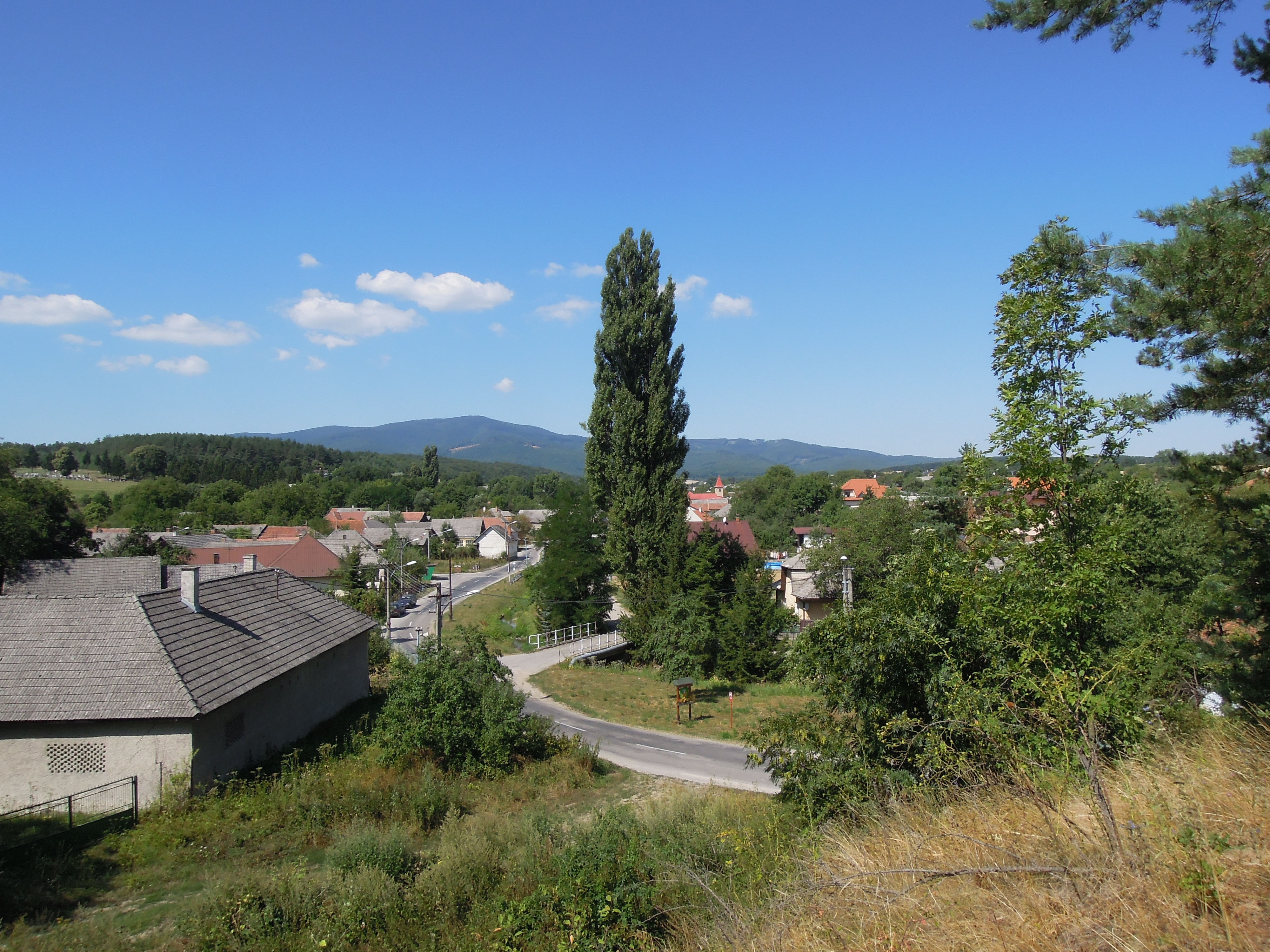
Blick auf den unteren Teil von Veľká Hradná

Die Gemeinde befindet sich im nördlichsten Teil des Hügellands Nitrianska pahorkatina und somit auch des slowakischen Donautieflands, unweit des Fußes des Gebirges Považský Inovec. Veľká Hradná liegt am Oberlauf des Baches Hradniansky potok. Das Ortszentrum liegt auf einer Höhe von 270 m n.m. und ist 14 Kilometer von Bánovce nad Bebravou sowie 22 Kilometer von Trenčín entfernt.
Nachbargemeinden sind Svinná im Norden, Malá Hradná im Osten und Süden, Dubodiel im Südwesten und Trenčianske Jastrabie im Westen und Nordwesten.

## Geschichte
Auf dem heutigen Gemeindegebiet steht eine bisher nicht näher untersuchte Burgstätte.
Der Ort wurde zum ersten Mal 1329 als locus castri Garadna schriftlich erwähnt und war damals Teil des Herrschaftsgebiets der Burg Trentschin. In der Gemarkung Kostolnica stand einmal eine Burg. 1598 hatte die Ortschaft eine Mühle und 26 Häuser. 1828 zählte man 57 Häuser und 428 Einwohner, deren Haupteinnahmequelle Landwirtschaft war.
Bis 1918 gehörte die im Komitat Trentschin liegende Gemeinde zum Königreich Ungarn und kam danach zur Tschechoslowakei beziehungsweise heute Slowakei.

## Bevölkerung
| Jahr                | 1994 | 2004    | 2014    | 2024     |
| ------------------- | ---- | ------- | ------- | -------- |
| Anzahl der Personen | 688  | 656     | 698     | 772      |
| Unterschied         |      | −4,65 % | +6,40 % | +10,60 % |

| Jahr                | 2023 | 2024    |
| ------------------- | ---- | ------- |
| Anzahl der Personen | 765  | 772     |
| Unterschied         |      | +0,91 % |

Nach der Volkszählung 2011 wohnten in Veľká Hradná 667 Einwohner, davon 645 Slowaken, 5 Tschechen sowie jeweils ein Bulgare und Mährer. Ein Einwohner gab eine andere Ethnie an und 14 Einwohner machten keine Angabe zur Ethnie.
614 Einwohner bekannten sich zur römisch-katholischen Kirche und 2 Einwohner zur Evangelischen Kirche A. B.; ein Einwohner bekannte sich zu einer anderen Konfession. 25 Einwohner waren konfessionslos und bei 25 Einwohnern wurde die Konfession nicht ermittelt.

## Bauwerke und Denkmäler
- römisch-katholische Kirche aus dem Jahr 1935